# Ophelia Benson
Ophelia Benson es una escritora estadounidense, editora, bloguera, y feminista.
Benson es la editora del sitio web Mariposas y Ruedas y columnista y anterior editora asociada de Revista Los Filósofos. Es también una columnista para Investigación Libre.
Sus libros y el sitio web defienden objetivamente la verdad científica contra las amenazas al pensamiento racional por fundamentalismos religiosos, pseudociencias, pensamientos ilusos, posmodernismo, relativismo y «la tendencia de la izquierda política para someter a la evaluación racional de las pretensiones de verdad a las demandas de una variedad de marcos políticos y morales preexistentes».

## Biografía
Nació en New Jersey y concurrió a la universidad en EE. UU. antes de trabajar en una variedad de labores, incluyendo encargada de animales en un zoológico por varios años, antes de devenir una autora.

## Algunas publicaciones
En 2004 Benson fue coautora de El Diccionario de Barbaridad De moda con Jeremy Stangroom. Es una sátira sobre el posmodernismo, jerga moderna y de pensamiento antiracionalista. El Tiempo el suplemento Literario dicho "Con ingenio e invención, Benson y Stangroom nos llevan a través de la lista de verificación argot que tan a menudo ensucian los textos posmodernos".
En 2006 Benson y Stangroom publicó Por Asuntos de Verdad, el cual examina el "espurios los reclamos hicieron el creacionismo, denegación de Holocausto, las mal interpretaciones de la biología evolutiva, historia de identidad, ciencia como mera construcción social, y otros 'paradigmas' que apuntalar el hábito de dar forma a nuestros resultados de acuerdo a lo que queremos encontrar"
En 2009 Benson fue coautora de  ¿Mujeres Odiadas por Dios? con Stangroom. El libro explora la opresión de las mujeres en el nombre de normas religiosas y culturales y cómo este juego de asuntos fuera de ambos en el comunitario y en la arena política.

### Entrevistas
- Entrevista con 3:SOY Revista, 31 de enero de 2007
- Entrevista con Punto de Investigación, 20 de julio de 2007
- Entrevista con El Freethinker Archivado el 12 de diciembre de 2016 en Wayback Machine., 16 de mayo de 2008

- Datos: Q7097894